# 前1000年代
| 千纪： | 前2千纪 |
| 世纪： | 前12世纪 \| 前11世纪 \| 前10世纪                                                                                     |
| 年代： | 前1030年代 \| 前1020年代 \| 前1010年代 \| 前1000年代 \| 前990年代 \| 前980年代 \| 前970年代                          |
| 年份： | 前1009年 \| 前1008年 \| 前1007年 \| 前1006年 \| 前1005年 \| 前1004年 \| 前1003年 \| 前1002年 \| 前1001年 \| 前1000年 |

## 重要事件及趋势
- 前1000年，世界人口约5000万[1]
- 公元前1006年，大衛王成为古代以色列王國的国王
- 肯尼亚高地出现农业
- 前1000年，铁器时代開始
- 前1000年，以色列王國的極盛時期[2]
- 前1000年，奈及利亞出現诺克文化
- 前1000年，拉丁人從多瑙河區域遷徙至意大利